# Lepidophanes
Lepidophanes is een geslacht van straalvinnige vissen uit de familie van lantaarnvissen (Myctophidae). Het geslacht is voor het eerst wetenschappelijk beschreven in 1949 door Fraser-Brunner.

## Soorten
- Lepidophanes gaussi Brauer, 1906
- Lepidophanes guentheri Goode & Bean, 1896